# 아리수로
아리수로(아리水路, Arisu-ro)는 서울특별시 강동구 암사2동 서울선사초등학교 앞에서 경기도 하남시 망월동 하남종합운동장을 잇는 왕복 2~5차선 도로이다.

## 유래
한강을 의미하는 아리수에서 유래되었다.

## 역사
- 1991년 12월 26일 : 고덕뒷길(현 서울선사초등학교 앞 - 현 강일동 입구, 3.8 km)로 정해졌다.
- 2009년 7월 10일 : 고덕뒷길과 강일동길(강일동 입구 - 망월동 입구, 1.0 km)과 경정길(망월동 입구 - 하남 종합운동장, 1.6 km)이 아리수로(6.4 km)로 통합되었다.[1]

## 구간
서울특별시 강동구
서울선사초등학교 앞 - 암사고등학교 - 암사아리수정수센터, 양재대로 종점 - 고덕동 가재골 입구 - 샘터근린공원, 동남로 종점 - 강일동 입구 - 고덕교 - 강일동 주민센터, 강동공영차고지 - 강일1지구, 서울강일초등학교
경기도 하남시
미사지구 - 하남종합운동장